# Heraldiskt vapen

Sveriges riksvapen är ett välkänt exempel på ett heraldiskt vapen. Detta är försett med vapensköld samt sköldhållare och är omgivet av en vapenmantel.

Heraldiska vapen är ett igenkänningstecken i form av en vapensköld, ofta tillsammans med en hjälm och hjälmprydnad, och utformat enligt heraldikens regler. I Sverige får heraldiska vapen föras av alla: adliga eller icke-adliga släkter, statliga myndigheter, företag, föreningar och andra sammanslutningar, samt privatpersoner.

## Historia
Heraldiska vapen började internationellt användas på 1100-talet, då man började måla skölden på ett visst sätt för att skilja fiende från vän i krig och identifiera varandra när man hade rustning och hjälm. Efter hand spred sig användandet till olika fredliga sammanhang, till exempel antog städer och stift heraldiska vapen.
Sverige följde detta mode och landets första vapen användes 1219. Det äldsta stadsvapnet avser Kalmar och är från 1247. Det första vapnet för ofrälse återfinns i Stockholm år 1320, i form av borgaren Henrik Sunnedachs sigill.

## Blasonering
När ett vapen beskrivs kallas det blasonering. När vapnet blasoneras tar man upp alla de delar av bilden som gör vapnet specifikt och särskiljande samt följer en given beskrivningsordning. Ett heraldiskt vapens utseende är, till skillnad från en logotyp, inte reglerat till sin form utan endast till sitt innehåll. Vissa blasoneringar är enkla, exempelvis det svenska Lilla riksvapnet: "en med kunglig krona krönt blå sköld med tre öppna kronor av guld, ordnade två över en". Hur kronorna ska se ut är inte i detalj beskrivet, även om svenska myndigheter föredrar bilder med kronor som har klöverformade spetsar. På Statens arkivs hemsida kan man se hur kronornas utformning kan skilja sig åt utan att det har någon betydelse för bildens innebörd.

## Fullständigt vapen
Fullständigt vapen är inom heraldiken en term som avser ett vapen som inte bara innehåller en sköld utan även en hjälm och hjälmprydnad.
Begreppet innebär inte att vapen som bara består av en sköld på något sätt skulle vara ofullständiga. Ett fullständigt vapen kan också alltid föras i form av endast sin sköld, det vill säga att vapnet antingen kan visas enbart som en sköld med sköldemärke(n) eller som en sådan med olika tillägg runt om skölden, till exempel hjälm eller krona.

## Uppbyggnad
Till ett fullständigt vapen räknas ofta sköld, hjälm, hjälmprydnad och hjälmtäcke med bindel. Vissa element kan läggas till eller bytas ut för att visa rang eller funktion, vilket kallas timbrering.

### Sköld
Vapnets viktigaste del är skölden – utan vapensköld är det inget vapen. På vapenskölden avbildas fält och vapenbilder. Bilderna delas in i häroldsbilder och allmänna bilder. Sammansättning ska vara unik, och som tumregel gäller att sköldar ska skilja sig på minst två punkter. Inom en sköld kan små förändringar eller bitecken skilja medlemmarnas vapen åt. Inom vissa länder har även en tornerkrage använts för att utmärka en yngre gren av ätten. Ett annat tillägg är en så kallad bastardsträng, en från övre vänstra till nedre högra hörnet över skölden gående sträng, som använts för att utmärka en gren av oäkta börd.
Högadliga ätter har i Sverige förlänats kvadrerade vapen med en hjärtsköld.

### Hjälm
Hjälmen är utformad som en medeltida riddarhjälm och placeras ovanpå skölden. Från en hjälmbindel faller hjälmtäcket ner runt skölden, antingen som ett lövverk eller som ett täcke.
I Sverige är öppen hjälm (bygelhjälm) ett adelsattribut. Borgerliga vapen använder sluten hjälm (stickhjälm). Medeltida tunnhjälmar kan i Sverige föras av alla, men är i vissa länder ett attribut för uradel. Friherrliga ätter kan ha två hjälmar och grevliga kan ha tre. Vissa adliga eller kungliga vapen har vapenmantel istället för hjälmtäcke.

### Tillbehör
Timbrering, det vill säga ämbetsstavar och liknande attribut, vanligtvis korslagda bakom skölden, förekommer bland annat för statliga myndigheter. Timbreringar är också vanliga inom den heraldik som finns inom sällskapsordnar. Ordenstecken kan omge vapenskölden i de fall där innehavaren har rätt att bära dessa. Valspråk kan åtfölja vapnet upptill eller nertill. Det skrivs oftast på det inhemska språket, franska eller latin. Sköldhållare förekommer endast i furstliga och högadliga vapen och ska alltid stå på ett postament.

#### Krona
Rangkronor placeras på hjälmen eller direkt på skölden. Kunglig krona används i Sverige för län och statliga myndigheter, medan de historiska landskapen kröns med en hertigkrona. F.d. stadskommuner kan placera en murkrona över sin sköld. Den svenska adeln använder tre rangkronor; en för grevar, en för friherrar och en för den obetitlade adeln. Kronornas utseende har varierat över tid, och de kronor som idag förs av den obetitlade adeln var förr avsedd för de ridderliga ätterna i dåtidens andra klass på Riddarhuset.

## Svenska heraldiska vapen
Svenska heraldiska vapen kan delas in i ett flertal kategorier:
- Adliga vapen. I Riddarhusets riddarsal finns nästan alla introducerade adelssläkters vapen uppsatta. Riddarhuset håller sig med en egen vapenexpert. Adelsvapen är också vanliga i äldre kyrkor, där de återges som begravningsvapen.[6][7]
- Borgerliga vapen. Med borgerliga eller privata vapen avses de vapen som förs av icke adliga privatpersoner och släkter.[8] I modern tid har även vapen som förs av civilrättsligt reglerade organisationer inkluderats.
- Kyrkliga vapen. I Sverige avses i första hand Svenska kyrkans och Katolska kyrkans vapen, men även andra samfund kan använda vapen.
  - Biskopsvapen. Biskopens personliga vapen, ofta återgett som ämbetsvapen genom att stiftets och biskopens personliga vapen kombineras.
  - Församlingsvapen. Avser kyrkan och dess verksamhet i det geografiska område som församlingen eller socknen (fram till 1862) utgör.
  - Stiftsvapen. Avser kyrkan och dess verksamhet i det geografiska område som stiftet utgör.
  - Övriga kyrkliga vapen. Även vapen för andra kyrkliga korporationer, så som kloster, kontrakt, pastorat och samfälligheter, kan förekomma
- Offentliga vapen.
  - Kommunvapen. Har sin grund i historiska stadsvapen och stadens borgares sigill under medeltiden. Sedan 1974 homogeniserade.[9]
  - Landskapsvapen. Uppstod i huvudsak 1560 i samband med Gustav Vasas begravning, och beslutades formellt 1884–1885.[10]
  - Länsvapen. Landshövdingen och länsstyrelsens vapen. I modern tid bygger de på landskapsvapnen, men det var först under 1900-talet som denna reglering och homogenisering skedde. Därförinnan användes bland annat landshövdingens privata vapen eller andra märken och sigill.[11]
  - Militära enheters vapen. Militära enheters indelning i fänikor och landskapsregementen ger lång historisk koppling till fanor och landskapsvapnen. I modern tid fastställer statsheraldikern heraldiska vapen för svenska militära enheter, vapenslag eller myndigheter inom försvarssektorn.[12]
  - Myndigheters vapen. Statliga myndigheter kan använda ett vapen i stället för en logotyp. Exempelvis har samtliga tingsrätter vapen, och ett flertal myndigheter inom försvarssektorn. Även nyinrättade myndigheter såsom den nya Utbetalningsmyndigheten kan föra vapen.[13]
  - Riksvapen och kungliga vapen. Stora riksvapnet är Sveriges heraldiska vapen. Det är också monarkens personliga vapen, medan det övriga kungahuset använder varianter på riksvapnet. Lilla riksvapnet används av riksdagen, regeringen och vissa myndigheter.[14]

### Registrering och tillsyn
Riksarkivet är tillsynsmyndighet för kommuners och myndigheters bruk av vapen. Verksamheten leds av Statsheraldikern, som fram till 1953 var en egen myndighet i form av Riksheraldikerämbetet.
Kommunala vapen, inklusive länsvapen, registreras hos Patent- och registreringsverket (PRV) efter yttrande från Riksarkivets heraldiska nämnd.
Vapen som förs privat har aldrig reglerats i Sverige, men borgerliga vapen kan sedan 2007 registreras i Svenskt Vapenregister genom Svenska Vapenkollegiet, samt publiceras hos stiftelsen Skandinavisk Vapenrulla. Ingen av dessa organisationer ger vapnet någon form av juridiskt skydd utan en registrering bör snarare ses som en kvalitetsstämpel.